# Pachnobia saxigena
Pachnobia saxigena là một loài bướm đêm trong họ Noctuidae.